# Новорічні та різдвяні марки України
Новорічні та різдвяні марки України — перелік поштових марок, які були введені в обіг Укрпоштою, починаючи з 1997 року (протягом 1992—1996 років поштові марки України, присвячені новорічним та різдвяним святам, офіційно до обігу не надходили). Святкові марки в списку наведені згідно порядкових номерів знаків поштової оплати України за каталогом Укрпошти. Деякі марки мають літерний індекс замість номіналу. Літерний індекс відповідає заздалегідь вказаному Укрпоштою тарифу на пересилання кореспонденції, а також еквівалентний певній сумі в гривнях або доларах США, вартість для продажу останніх розраховується за курсом НБУ. Переважна більшість марок була надрукована державним підприємством «Поліграфічний комбінат „Україна“» (Київ).

## Список новорічних та різдвяних марок України
Протягом 1992—1996 років поштові марки України, присвячені новорічним та різдвяним святам, офіційно до обігу не надходили. Порядок слідування елементів у таблиці відповідає номеру за каталогом марок України на офіційному сайті Укрпошти (КМД УДППЗ «Укрпошта»), у дужках наведено номери за каталогом «Міхель». Крім номера марки за каталогом Укрпошти, її зображення та номіналу в списку надано короткий опис, дата випуску, тираж та дизайнер. Для зручності пошуку в таблиці нижче, щоб перейти до перегляду марок певного року потрібно одноразово натиснути на вікіфікованє посилання з цифрою відповідного календарного року.
| 1997 • 1998 • 1999 • 2000 • 2001 • 2002 • 2003 • 2004 • 2005 • 2006 • 2007 • 2008 • 2009 • 2010 • 2011 • 2012 • 2013 • 2014 • 2015 • 2016 • 2017 • 2018 • 2019 • 2020 • 2021 • 2022 • 2023 |

| № у каталозі | Зображення | Опис та джерело                                                                                          | Номінал, гривні                  | Дата введення в обіг   | Тираж           | Дизайн                   |
| 1997 | 1997       | 1997 | 1997                             | 1997                   | 1997            | 1997                     |
| --- | ---------- | --- | -------------------------------- | ---------------------- | --------------- | ------------------------ |
| № 165 (Mi #225) |            | «З Різдвом Христовим!».                                                                                  | 0,20                             | 20 грудня 1997 року    | 200 000         | Генадій Задніпряний      |
| 1998 |            | |                                  |                        |                 |                          |
| № 230 (Mi #290) |            | «З Різдвом Христовим!».                                                                                  | 0,30                             | 11 грудня 1998 року    | 200 000         | І. Бринюк                |
| 1999 |            | |                                  |                        |                 |                          |
| № 267 (Mi #326) |            | «Різдво».                                                                                                | 0,30                             | 26 листопада 1999 року | 200 000         | Т. Пошук                 |
| № 268 (Mi #327) |            | «Різдво Христове».                                                                                       | 0,60                             | 26 листопада 1999 року | 200 000         | О. Жарівський, В. Сава   |
| № 283 (Mi #342) |            | «З новим 2000 роком!» з купоном.                                                                         | 0,50                             | 18 грудня 1999 року    | 200 000         | Катерина Штанко          |
| 2000 |            | |                                  |                        |                 |                          |
| № 359 (Mi #419) |            | «Новий Рік».                                                                                             | 0,30                             | 24 листопада 2000 року | 300 000         | В. Євтушенко             |
| 2001 |            | |                                  |                        |                 |                          |
| № 411 (Mi #471) |            | «Різдво Христове».                                                                                       | 0,30                             | 9 листопада 2001 року  | 550 000         | Олег Петренко-Заневський |
| № 412 (Mi #472) |            | «Святий Миколай».                                                                                        | 0,30                             | 16 листопада 2001 року | 400 000         | Кость Лавро              |
| № 413 (Mi #473) |            | «Новий рік».                                                                                             | 0,30                             | 23 листопада 2001 року | 500 000         | Катерина Штанко          |
| 2002 |            | |                                  |                        |                 |                          |
| № 481 (Mi #541) |            | «Щасливого Нового Року!».                                                                                | 0,45                             | 22 листопада 2002 року | 500 000         | Владислав Єрко           |
| 2003 |            | |                                  |                        |                 |                          |
| № 545 (Mi #605) |            | «Різдво».                                                                                                | 0,45                             | 25 листопада 2003 року | 200 000         | Миколай Кочубей          |
| № 546 (Mi #606) |            | «З Новим Роком!».                                                                                        | 0,45                             | 25 листопада 2003 року | 220 000         | Катерина Штанко          |
| 2004 |            | |                                  |                        |                 |                          |
| № 620 (Mi #680) № 621 (Mi #681) № 622 (Mi #682)                                                                      |            | Зчіпка «З Різдвом Христовим!».                                                                           | 0,45                             | 26 листопада 2004 року | 280 000 560 000 | Марія Гейко              |
| № 623 (Mi #683) № 624 (Mi #684) № 625 (Mi #685)                                                                      |            | Зчіпка «З Новим роком! З Новим щастям!».                                                                 | 0,45                             | 26 листопада 2004 року | 280 000 560 000 | Марія Гейко              |
| 2005 |            | |                                  |                        |                 |                          |
| № 693 (Mi #752) |            | «З Різдвом Христовим!»                                                                                   | 0,70                             | 11 листопада 2005 року | 220 000         | Тетяна Нестерова         |
| № 694 (Mi #753) |            | «З Новим роком!»                                                                                         | 0,70                             | 11 листопада 2005 року | 270 000         | Тетяна Нестерова         |
| 2006 |            | |                                  |                        |                 |                          |
| № 779 (Mi #821) № 780 (Mi #822)                                                                                      |            | Зчіпка «День Святого Миколая»: - Діти і янгол; - Святий Миколай з янголами.                              | 0,70                             | 17 листопада 2006 року | 200 000         | Катерина Штанко          |
| № 781 (Mi #823) |            | «З Різдвом Христовим!»                                                                                   | 0,70                             | 24 листопада 2006 року | 240 000         | Миколай Кочубей          |
| 2007 |            | |                                  |                        |                 |                          |
| № 872 (Mi #914) № 873 (Mi #915)                                                                                      |            | Зчіпка «З Новим роком та Різдвом Христовим!».                                                            | 0,70                             | 16 листопада 2007 року | 270 000         | Катерина Штанко          |
| № 874 (Mi #916) |            | Власна марка з купоном «З Новим роком! З Різдвом Христовим!».                                            | 1,00                             | 23 листопада 2007 року | 100 000         | Катерина Штанко          |
| 2008 |            | |                                  |                        |                 |                          |
| № 956 (Mi #998) |            | «З Різдвом Христовим!».                                                                                  | 1,00                             | 21 листопада 2008 року | 250 000         | Юліка Правдохіна         |
| № 957 (Mi #999) |            | «З Новим роком!».                                                                                        | 1,00                             | 21 листопада 2008 року | 280 000         | Юліка Правдохіна         |
| 2009 |            | |                                  |                        |                 |                          |
| № 1010 (Mi #1057) |            | «З Різдвом Христовим!».                                                                                  | 1,50                             | 9 грудня 2009 року     | 207 000         | Наталія Фандікова        |
| № 1016 (Mi #1058) |            | «З Новим роком!».                                                                                        | 1,50                             | 9 грудня 2009 року     | 254 000         | Тетяна Несторова         |
| 2010 |            | |                                  |                        |                 |                          |
| Протягом 2010 року поштові марки України, присвячені новорічним та різдвяним святам, офіційно до обігу не надходили. |            | |                                  |                        |                 |                          |
| 2011 |            | |                                  |                        |                 |                          |
| № 1164 (Mi #1206) № 1165 (Mi #1207)                                                                                  |            | «З Новим роком та Різдвом Христовим».                                                                    | 1,80                             | 23 грудня 2011 року    | 190 000         | Наталія Кохаль           |
| 2012 |            | |                                  |                        |                 |                          |
| № 1260 (Mi #1303) № 1261 (Mi #1304)                                                                                  |            | Зчіпка з 2-х марок «З Новим роком та Різдвом Христовим!»                                                 | 2,00                             | 8 грудня 2012 року     | 203 000         | Олена Левська            |
| 2013 |            | |                                  |                        |                 |                          |
| № 1330 (Mi #1374) |            | «З Різдвом Христовим!».                                                                                  | 2,00                             | 6 грудня 2013 року     | 190 000         | Володимир Корнєв         |
| № 1340 (Mi #1384) № 1341 (Mi #1385) № 1342 (Mi #1386) № 1343 (Mi #1387) № 1344 (Mi #1388) № 1345 (Mi #1389)          |            | Блок «Східний гороскоп (щур-змія)»: - «Щур»; - «Бик»; - «Тигр»; - «Заєць»; - «Дракон»; - «Змія».         | 2,50                             | 25 грудня 2013 року    | 105 000         | Іван Кравець             |
| № 1346 (Mi #1390) № 1347 (Mi #1391) № 1348 (Mi #1392) № 1349 (Mi #1393) № 1350 (Mi #1394) № 1351 (Mi #1395)          |            | Блок «Східний гороскоп (кінь-свиня)»: - «Кінь»; - «Вівця»; - «Мавпа»; - «Півень»; - «Собака»; - «Свиня». | 2,50                             | 25 грудня 2013 року    | 105 000         | Іван Кравець             |
| 2014 |            | |                                  |                        |                 |                          |
| № 1407 (Mi #1451) |            | «З Новим роком! З Різдвом Христовим!».                                                                   | 2,00                             | 28 листопада 2014 року | 245 000         | Юліка Правдохіна         |
| 2015 |            | |                                  |                        |                 |                          |
| № 1479 (Mi #1523) |            | «Веселих свят!»                                                                                          | 2,40                             | 2 грудня 2015 року     | 190 000         | Іван Кравець             |
| 2016 |            | |                                  |                        |                 |                          |
| № 1545 (Mi #1591) |            | «Рік Півня. З Новим роком!»                                                                              | 4,40                             | 11 листопада 2016 року | 140 000         | Тетяна Несторова         |
| № П-19 (Mi #1592) |            | Проект «Власна марка» Поштова марка персоніфікована «Святий Микола».                                     | Літерний номінал «V»             | 1 грудня 2016 года     | 199 998         | Немає даних              |
| 2017 |            | |                                  |                        |                 |                          |
| № 1616 (Mi #1664) |            | «З Різдвом Христовим!».                                                                                  | 4,00                             | 30 листопада 2017 року | 170 000         | Олена Завітайло          |
| 2018 |            | |                                  |                        |                 |                          |
| № 1705 (Mi #1758) |            | «З Новим роком! Рік Свині».                                                                              | Літерний номінал «V»             | 14 грудня 2018 року    | 200 000         | Ірина Медведовська       |
| № 1710 (Mi #1759) |            | «Св. Миколай».                                                                                           | Літерний номінал «V»             | 19 грудня 2018 року    | 130 000         | Немає даних              |
| 2019 |            | |                                  |                        |                 |                          |
| № 1795 (Mi #1845) № 1796 (Mi #1846) № 1797 (Mi #1847) № 1798 (Mi #1848) № 1799 (Mi #1849)                            |            | Блок серії Веселих свят!»: - «Святий Миколай»; - «Різдво»; - «Новий рік»; - «Маланка»; - «Водохреща».    | Літерний номінал «V»             | 18 грудня 2019 року    | 50 000          | Анна Мансурова           |
| 2020 |            | |                                  |                        |                 |                          |
| № 1826 (Mi #1876) |            | Серія «Національні меншини в Україні. Німці»: - «Різдво»                                                 | 9,00                             | 28 серпня 2020 року    | 130 000         | Микола Кочубей           |
| 2021 |            | |                                  |                        |                 |                          |
| № 1967 (Mi #2018) |            | Марка «З Різдвом Христовим!»                                                                             | Літерний номінал «V»             | 7 грудня 2021 року     | 150 000         | Микола Кочубей           |
| 2022 |            | |                                  |                        |                 |                          |
| № 2021 (Mi #2072) |            | Марка «Переможного Нового року!»                                                                         | Літерний номінал «U»             | 19 грудня 2022 року    | 720 000         | Валерія Михайлова        |
| № 2022 (Mi #2073) |            | Марка «Щедрик. Carol of the Bells»                                                                       | Літерний номінал «W»             | 23 грудня 2022 року    | 200 000         | Микола Кочубей           |
| 2023 |            | |                                  |                        |                 |                          |
| № 2066 |            | Марка «Подарунки Святого Миколая»                                                                        | Літерний номінал «M» + 5,00 грн. | 6 грудня 2023 року     | 600 000         | Кость Лавро              |